# Paradiastylis capillata
Paradiastylis capillata is een zeekommasoort uit de familie van de Diastylidae. De wetenschappelijke naam van de soort is voor het eerst geldig gepubliceerd in 2002 door Corbera & Martin.